# Cesare Paolantonio
Cesare Paolantonio (Monza, 22 agosto 1937 – Piario, 4 agosto 2015) è stato un pittore italiano.

## Biografia
Nasce a Monza, ottavo di una famiglia di dieci figli, da Salvatore e Antonietta Malucelli. 
Attratto dalla pittura fin da piccolo, si diploma al Liceo Artistico di Milano e, sotto la guida del Prof. Aldo Carpi frequenta l'Accademia Belle Arti di Brera. Si specializza in incisioni all'acquaforteTono Zancanaro a Venezia. Approfondisce gli studi frequentando lo studio di Bruno Mantovani e del pittore di arte sacra Luigi Filocamo.
Visita parecchie città europee e nel 1955 nello studio di Sesto San Giovanni, inizia a dipingere per conto proprio, cominciando il cammino di un artista, che, negli anni, manifesta nei suoi dipinti, nei suoi colori, uno sviluppo incredibile di pensiero e di esperienza. Una linearità e pulizia che si trasforma in un'opera completa e di impegnativa interpretazione. È il mondo della metafisica, più che in quello della surrealtà. La pittura di Paolantonio è un messaggio pubblico, un desiderio di denunciare le colpe dell'uomo sul disastro ambientale e sociale attuale, intitolerà i suoi ultimi lavori Dove stiamo andando, come a farsi interprete di una incapacità umana di sopravvivere. L'artista però, nel rappresentare la ‘chiocciola’ , volle manifestare la positività, la chiocciola come la casa, la protezione, la forza che salverà l'uomo, suo malgrado, dalla sua estinzione.
Successivamente di trasferirà a Milano. Il 20 luglio 1968 sposa Maria Teresa Nozza che lo seguirà nel suo lavoro.
Lavora con Il Sole 24 ore come collaboratore artistico per l'inserto domenicale dal 1981 al 1999.
Gli ultimi anni, si trasferisce a Gromo provincia di Bergamo in Alta Val Seriana, dove continua la sua attività artistica.
La sua capacità dell'uso di tecniche differenti che spazia dalla pittura, all'incisione, rende ricca di innumerevoli opere il suo patrimonio artistico.

## Opere
Elenco di alcune sue opere.
- Il macello Olio su tela 1958/1958
- Moulin Rouge Olio su tela 1961
- Figura di anziana seduta  Olio su tela 1961
- Uccello a due teste notturno e fiori carnivori Olio su tela1966
- Chimera uccellacea Olio su tela 1966
- Figura che grida Olio su tela 1967
- Avvenimento non naturale olio su tela 1972
- Parto innaturale Olio su tela 1972
- Bambino birillo per gioco Olio su tela 1973
- Botanica artificiale seconda Olio su tela 1977
- Copia di teste d'uovo in posa Olio su tela 1977
- Il nobile manipolatore bianco Olio su tela 1977
- Abitazione improbabile 4  Olio su tela 1984/1985
- Abitazione improbabile 10 Olio su tela 1984/1986
- Paesaggio pieghevole 3 Olio e supporto in legno su tela 1987/89
- Ingresso al trono degli affetti estranei 21 Olio su tela e supporto in legno 1987/89
- Paesaggio pieghevole 5 Olio su tela e supporto in legno 1987/89
- Ingresso al trono degli affetti estranei 6 Olio su tela e supporto in legno 1987/89
- Il doppio diverso 14 Olio su tavola 1989/90
- Progetto enigmatico restaurato 10°  Olio su tela 1993/94
- Ricomporre una natura morta 6 Olio su tavola 1993/94
- Esterno del non amore 3 frammenti 1995/96 Olio su tela
- Interno del non amore 2 frammenti Olio su tela 1995/96
- Enigma del prima e del dopo Olio su tavola 1997/98
- Continuità del teatrino Olio su tavola 1997/98
- Tempio ritrovato 1  olio e supporto su tela 1997/98
- Epigrafe architettonica 2  Olio e supporto su tela 1997/98
- Epigrafe architettonica 1 Olio e supporto su tela 1997/98
- Rappresentarsi in negativo 2  Olio su tela 1999/2000
- Regressione di tre ritratti Olio su tela e tavola 1999/2000
- Negli archi il fossile la casa chiara Olio su tavola 1999/2000
- Scorpione inquadrato Olio su tavola 1999/2000
- Imitazione di una natura morta Olio su tela e tavola 1999/2001
- Territorio abitabile chiaro Olio su tavola 2001/03

## Edizioni Letterarie con incisioni
- 1973-1974 "SENZA RISPOSTA". Cartella composta da cinque incisioni e cinque poesie - Edizioni Il Ponte, Firenze.
- 1978-1985 "AMORE PER LE COSE. ARAGONE ROSSO". Cartella composta da cinque incisioni - Edizione Il Ponte, Firenze.
- 1983 "NOTTE DEGLI UCCELLI". Cartella composta da un'incisione per il 'Sole 24 Ore' - Edizione Arte 3, Milano.
- 1984 "INTERESSE DI GOETHE PER MANZONI". Libro con quattro incisioni - Edizione Franco Sciardelli, Milano.
- 1986 "SIMBIOSI". Cartella composta da cinque incisioni - Edizione Arte 3, Milano.
- 1987 "FIORI DI LEGNO". Cartella composta da cinque incisioni - Edizioni Il Ponte, Firenze.
- 1988 "GLI ARTIFICI DELLA RAGIONE". Giorgio Prodi - Libro con trentuno disegni - Edizione del 'Sole 24 Ore', Milano.
- 1990 "12 MESI 12 ARTISTI". Agenda e cartella composta da dodici incisioni - Edizione Il Ponte, Firenze/Milano.
- 1995"MASCHERE". Cartella composta da cinque incisioni a tre colori - Edizione Arte 3, Fizzonasco (Mi).
- 1995 "RICOMPONIMENTO GEOMETRICO". Cartella composta da cinque incisioni a tre colori - Edizioni Arte 3, Fizzonasco (Mi).
- 1995 "ENIGMA". Cartella composta da tre incisioni a tre colori - Edizione Arte 3 - Fizzonasco (Mi).
- 1995 "SUL PIANO DELLA NATURA MORTA". Cinque cartelle composte da un'incisione a quattro colori Ed. Gruppo A & O
- 1997 "GATTOSOPHIA" Poesia di Miklos M. Varga-Incisioni di C. Paolantonio -volumetto in 30 esemplari - Ediz. Pulcinoelefante
- 2001 "DI-SEGNO IN-SEGNO" Opera su carta -Antologia Novembre 2001 -Ed,Arianna Sartori -Mantova
- 2003 "DISEGNI 1971-1998" Arianna Sartori Editrice Mantova
- 2003 "CALENDARIO 2004" Edizioni Oldoni - Milano
- 2003 "TRENTA OPERE DU CARTA" Arianna Sartori Editore - Mantova
- 2005 "PAOLANTONIO INCISIONI" Arianna Sartori Editore - Mantova
- 2005 "CALENDARIO 2006" Edicione Oldoni -Milano
- 2006 CALENDARIO 2997 -Edizioni Oldoni- Milano
- 2006 'DI-SEGNO IN-SEGNO' opere su carta.Agenda 2007 Ed. A.Sartori. Mantova
- 2006 CALENDARIO 2007 -Ed. Olmo per il comune di Gromo
- 2008 CALENDARIO 2009 - edizioni Oldoni - Milano
- 2008 LE OPERE DI CESARE PAOLANTONIO monografia Edizioni Oldoni - Milano
- 2008 'Di-SEGNO IN-SEGNO' opere su carta Agenda 2009
- 2011 INCISORI MODERNI E CONTEMPORANEI Arianna Sartori Editore - Mantova
- 2011 CALENDARIO 2012 Edizioni Oldoni -Milano
- 2012 CALENDARIO 2013 Edizioni Oldoni -Milano
- 2012 CATALOGO SARTORI d'Arte Moderna e contemporanea -Mantova
- 2013 CALENDARIO 2014 Edizioni Oldoni- Milano
- 2014 CALENDARIO 2015 Edizioni Oldoni - Milano
- 2014 CATALOGO SARTORI D'ARTE moderna e contemporanea - Mantova
- 2015 CATALOGO SARTORI D'ARTE moderna e contemporanea - Mantova

## Mostre Personali
- 1962 Associazione Nazionale Rinascita - Sesto San Giovanni (Mi)
- 1962 Galleria il Giorno - Sesto San Giovanni (Mi)
- 1963 Istituto Nuova Europa - Sesto San Giovanni (Mi)
- 1966 Galleria Rizzato-Whitworth - Milano
- 1967 Galleria Marina - Milano
- 1967/9 Galleria Pianella - Cantù (Co)
- 1969 Galleria Pozzi - Novara
- 1970 Piccola Galleria - Brescia
- 1971 Galleria M. Fogolino - Trento
- 1971 Galleria Al Parco - Salice Terme (Pv)
- 1975 Galleria Club amici dell'Arte - Milano
- 1975 Amm.ne Prov.le di Sondrio - Sala Mostre - Palazzo del Governo - Sondrio
- 1978 Galleria Bon à Tirer - Milano
- 1978/79/86 Galleria il Ponte - San Giovanni Vald (Fi)
- 1978 Galleria Schreiber - Brescia
- 1979 Studio della Quaglia - Verona
- 1981/86 Studio d'Arte Grafica - Milano
- 1986 Gallerita - Milano
- 1986 'Interesse di Goethe per Manzoni' Mostra itinerante a cura di E.Brisa-Ist. It. Cultura - Monaco di Baviera
- 1987/91 Studio Toni De Rossi - Verona
- 1987/97 Comune di Casalpusterlengo - Pro Loco - Ass. Cultura Torre Posterla - Casalpusterlengo (Mi)
- 1998 Galleria Arianna Sartori - Mantova
- 2000 Internazionale Galleria d'Arte - Milano
- 2004 Palazzo Bonolis -Galleria Banca Fideuram - Mantova
- 2005 Palazzo Deodato Laffranchi - Ass. alla Cultura comune di Carpenedolo (Bs)
- 2006/7 Sala Consigliare - Gromo (Bg)
- 2007 Museo Diocesano 'Francesco Sforza' - Mantova
- 2008 Provincia di Bergamo- sala Manzù con il Patrocinio Prov. e comune di Gromo e de Il Sole 24 Ore
- 2013 Sala Filisetti e Ombrello - Gromo (Bg)
- 2016 postuma Galleria d'Arte Contemporanea STUDIO C - Piacenza -'Tra mondi sospesi e verità esistenziali
- 2017 postuma dal 29/7 al 30/08 Sala Filsetti - Gromo (Bg)
- 2018 postuma dal 3/11 al 15/11 - Nel teatro della vita Percorso dell'umano esistere tra l'essere e l'apparire Studio C-Piacenza

## Mostre Collettive
- 1955/6/7 Premio Città di Sesto San Giovanni
- 1955 Premio San Fedele - Milano
- 1955/6/7/8/60 Premio Suzzara - Suzzara (Mn)
- 1956 Premio San Fedele - Milano
- 1956 Premio Melzo - Melzo (Mi)
- 1956 Biennale di San Marino - Repubblica di San Marino
- 1957/8 Biblioteca civica - Sesto San Giovanni (Mi)
- 1957 Premio Cantù - Cantù (Co)
- 1958/9 Galleria delle Ore - Milano
- 1958/9 Premio Abbiategrasso. Abbiategrasso (Mi)
- 1959 Premio Sant'Ilario d'Enza - Abbiategrasso (Mi)
- 1961 Premio D'Arte Contemporanea - San Benedetto del Tronto
- 1965 Premio Cinisello Balsamo - Cinisello Calsamo (Mi)
- 1966 Galleria Rizzato-Whitworth - Milano
- 1966 Premio Diomira - Milano
- 1966/7 Premio Piazzetta - Sesto San Giovanni
- 1967 Presenze a Sesto. Palazzo del Turismo - Milano
- 1968 Cine Centro al Mulino - Fino Mornasco (Co)
- 1970 Pittori e scultori Lombardi e Piemontesi. Rizzoli Torino Arte - Torino
- 1970 Piccola Galleria - Brescia
- 1970 Premio città di Saronno - Saronno (Mi)
- 1970 Premio Nanlio Rho - Como
- 1972 Galleria Pianella - Cantù (Co)
- 1972 Sulla Nave Eugenio Costa - Madera-Canarie-Senegal
- 1972 Galleria Club Amici dell'Arte - Milano
- 1973 Premio Pernod Grafica - Torino
- 1973 Premio Castelnovo -Torino
- 1973 Premio Biella Inter. di Grafica - Biella
- 1974 Galleria Club Amici dell'Arte - Milano
- 1975 Premio Cornice d'Oro di Grafica - Stresa (No)
- 1975 Museo della Scienza e della Tecnica - Milano
- 1975 Galleria l'Invito. Il nuovo Surrealismo - Milano
- 1975 Premio Internazionale della Stampa Palazzo del Turismo - Milano
- 1976 Fiera Millenaria Gorgonzola -VI Rassegna naz, Arte Contemporanea - Gorgonzola (Mi)
- 1977 Collettiva Regionale Basilicata - Potenza
- 1977 Museo della Scienza e della Tecnica - Sala delle colonne - Milano
- 1977/81 Centro dell'Incisione -Milano
- 1977 Pittura Italiana oggi. Biblioteca civica - Saronno (Mi)
- 1977 Premio della stampa - Salice Terme (Pv)
- 1979 Premio Comune di Inverigo. Inverigo (Mi)
- 1980 XVIIa Mostra Naz. Pittura Contemporanea Premio'Gaudenzio Ferrari - Santhià (Vc)
- 1980 Xa Edizione Concorso Nazionale 'G.Segantini' - Nova Milanese (Mi)
- 1980 Expo-Arte -Galleria il Ponte - Bari
- 1980 IV Triennale dell'Incisione.Società delle Belle arti Es.Permanente.Milano
- 1981 Espos Permanente di Stampe Originali - Università Bocconi - Milano
- 1981 Associazione Culturale. Sala F. di G.Martini - Urbino (Ps)
- 1982 Biblioteca Comunale. Sassoferrato (An)
- 1982 Biblioteca Comunale - Montecalvo in F.(Pe)
- 1982 Lyon Club - Gela (Ci)
- 1983 VIII Biennale Nazionale dell'Arte. Casalpusterlengo (Mi)
- 1985 Il Manzoni degli Artisti -Cesare Paolantonio. Walter Piacesi. Palazzo Sormani-Milano
- 1986 La Biennale di grafica Inter.'Tono Zancanaro' - Vico d'Elsa (Fi)
- 1986 Va Triennale dell'Incisione - Soc delle belle Arti espos. Permanenti - Milano
- 1987 La Chitarra. Storia mito ed immagini -Mostra itinerante - Bologna Riccione Roma ec
- 1990 VIa triennale dell'incisione Soc. delle Belle Arti Espos, Permanenti - Milano
- 1992 Gabinetto delle stampe del Comune di Bagnacavallo (Ra)
- 1992 Museo Civico Cras - Spilimbergo (Pn)
- 1993 L'Originale - Milano
- 1996 L'immagine e il Torchio. Biblioteca Trivulziana-Castello Sforzesco Milano
- 1996 I Mille percorsi dell'Io -Ass. della Cultura -Verolanuova (Bs)
- 1998 Premio internazionale Biella per l'Incisione-Mostra itinerante. Biella Bologna Mondovì
- 2002 - Illustratori Contemporanei Sala Romer di Castel Mareccio -Bolzano
- 2002 Tremendart -Palazzo dei Giurconsulti - Milano
- 2002 Esp. permanente stampe Originali. Museo della Grafica - Ostilia (Mn)
- 2002 Esp. permanente di Stampe Originali comune di Bagnocavallo (Ra)
- 2011 10 Artisti a Palazzo Bottagisio - Villafranca di Verona
- 2017 Artisti di rilievo nazionale - Studio Carini - Piacenza
- 2018 La forma e oltre, viaggio nell'espressione contemporanea -Studio C -Piacenza

numerose sono anche le mostre personali e collettive di arte Grafica.